# Shimbiris
El Shimbiris (de vegades Shimbir Beris) és el punt més alt de Somàlia, amb una altitud de 2.416 m². Es troba al nord del país, a prop del golf d'Aden, no gaire lluny d'Erigavo (Ceerigaabo), a les muntanyes de Surud, també anomenat Surud Cad o Surud Ad.
Mentre que la resta del país està dotat generalment d'un clima desèrtic, la regió de Shimbiris es beneficia de majors precipitacions (700 mm anuals), que propicia una vegetació diversificada. De la mateixa manera, amb l'altitud, el termòmetre mai no supera els 30 ° C mentre que a la costa sovint supera els 45 ° C. A diferència d'altres regions de Somàlia, entre novembre i abril, el termòmetre pot baixar fins als 12 ° C, però, de mitjana, oscil·la entre els 15 ° C i els 25 ° C durant aquest període. Aquest micro-clima cobreix una àrea molt limitada i s'assembla a les regions muntanyoses de la veïna Etiòpia.
Entre el 1960 i el 1975, agrònoms italians van intentar implantar diversos cultius a la regió, inclosos els de patates, verdures diverses i gira-sols. Després de 1975, les recomanacions dels agrònoms no es repeteixen i els projectes agrícoles s'abandonen bastant ràpidament.